# IDELUX
IDELUX (auch IDELUX-AIVE) ist die Abkürzung für Intercommunale de Développement Economique de la Province de Luxembourg und bezeichnet in der belgischen Provinz Luxemburg eine Gruppe von Intercommunales mit Sitz in Arlon, deren grundsätzliches Ziel die wirtschaftliche Förderung dieser Provinz ist.

## Geschichte

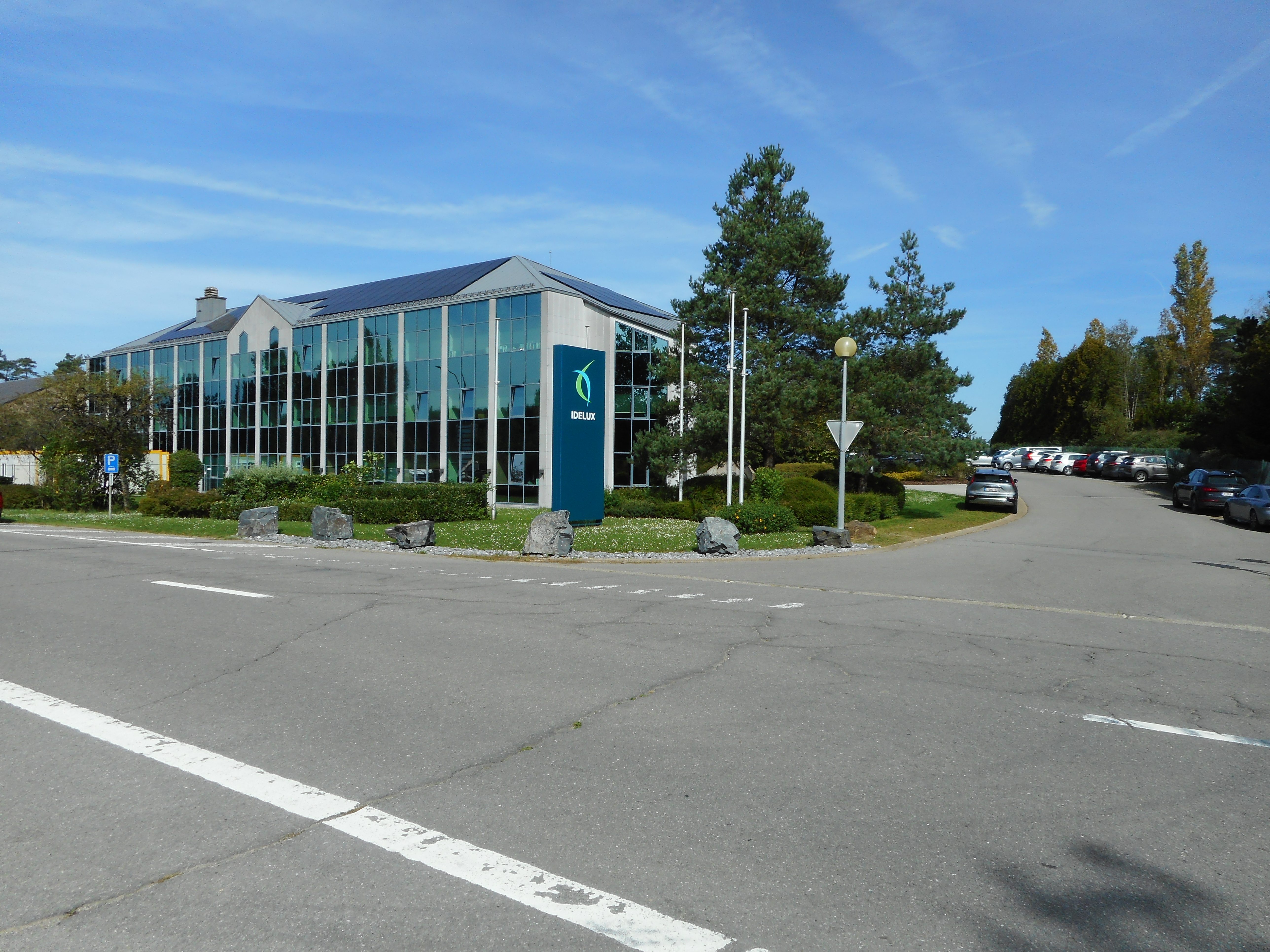
IDELUX Sitz in Arlon.

IDELUX und AIVE wurden am 5. April 1962 gegründet. Die Aufgaben der IDELUX waren zunächst auf immobilienwirtschaftliche Aufgaben für Gewerbebetriebe beschränkt, wurden bereits nach aber einem Jahr auf die allgemeine Förderung von Infrastruktur und Wirtschaft ausgeweitet. Der Tätigkeitsbereich von AIVE umfasste zunächst nur die Wasserwirtschaft und wurde später um Abfallwirtschaft ergänzt.
Als weitere Intercommunale der IDELUX-AIVE wurde 1996 IDELUX Finances gegründet, um Immobiliengeschäfte der Gruppe zu finanzieren. Dieses Geschäftsziel wurde 2004 um allgemeine Finanzierungsgeschäfte erweitert. Im Jahr 2010 kam IDELUX Projets publics hinzu, um auf die Bedürfnisse der öffentlichen Partner eingehen zu können.
Im Jahr 2010 konnte von IDELUX mit 346 Mitarbeitern ein Umsatz von rund 43,4 Mio. EUR erwirtschaftet werden, während AIVE 13,9 Mio. EUR Umsatz erzielte und 89 Mitarbeiter beschäftigte.
Im Bereich der Wasser- und Abfallwirtschaft werden auch 11 Kommunen der Provinz Lüttich versorgt.